# Ladir Cherubini
Ladir Pedro Cherubini (Lages) é um político brasileiro.

## Carreira
Foi deputado à Assembleia Legislativa de Santa Catarina na 5ª legislatura (1963 — 1967), eleito pela União Democrática Nacional (UDN).